# Sandra Hüller

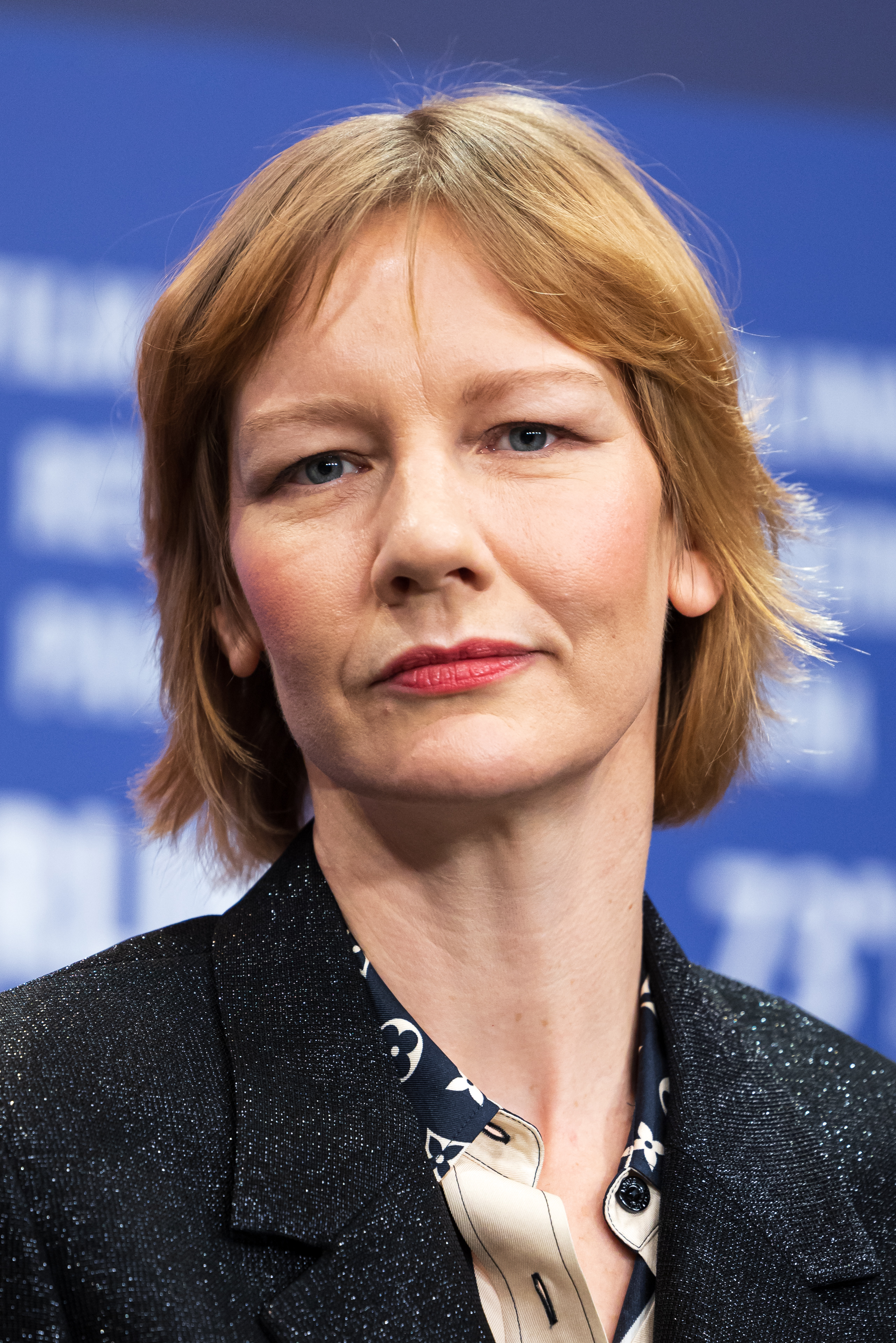
Sandra Hüller bei der Berlinale 2023

Sandra Hüller (* 30. April 1978 in Suhl) ist eine deutsche Theater- und Filmschauspielerin. Im Jahr 2024 wurde sie von der National Society of Film Critics für ihre Rollen in Anatomie eines Falls und The Zone of Interest als beste Schauspielerin ausgezeichnet. Für ihre Rolle in Anatomie eines Falls wurde sie mit dem César ausgezeichnet sowie für den Golden Globe und Oscar nominiert.

## Leben und Werk

### Herkunft und Ausbildung
Sandra Hüller wuchs in einer Pädagogen-Familie zunächst in Oberhof auf und zog als Kind mit ihrer Familie nach Friedrichroda. Sie besuchte das Körnberg-Gymnasium Friedrichroda. Während ihrer Schulzeit besuchte sie den Theaterkurs und nahm später an Theaterworkshops teil, aus denen unter anderem die Inszenierung „Wir Voodookinder“ (Regie: Robert Lehniger) entstand, die 1996 zum Theatertreffen der Jugend nach Berlin eingeladen wurde. Nach dem Abitur in Friedrichroda studierte sie von 1996 bis 2000 an der Hochschule für Schauspielkunst „Ernst Busch“ Berlin.

### Theater
Nach Abschluss ihres Schauspielstudiums war sie von 1999 bis 2001 Ensemblemitglied am Theaterhaus Jena und dann von 2001 bis 2002 am Schauspiel Leipzig. Der Jenaer Dramaturg Oliver Held empfahl sie dem Theater Basel, wo sie ab der Spielzeit 2002/03 bis zum Sommer 2006 dem Ensemble angehörte. Von 2012 bis 2015 gehörte sie zum Ensemble der Münchner Kammerspiele, 2018 wechselte sie ans Schauspielhaus Bochum. Gastengagements führten sie an die Volksbühne Berlin, das Staatsschauspiel Hannover, das Theater am Neumarkt Zürich, das Theater Freiburg und das neue theater in Halle. Sie spielte außerdem 2008, 2015, 2016 und 2017 bei der Ruhrtriennale und 2018 bei den Salzburger Festspielen.
Seit 2016 gehört Hüller außerdem dem freien Theaterkollektiv FARN.collective an.
Auf der Theaterbühne verkörperte Hüller z. B. 2009 in dem Tanzschauspiel For Love (Regie: Tom Schneider) die Rocksängerin und Witwe von Kurt Cobain, Courtney Love. Im Prater der Volksbühne Berlin spielte sie im selben Jahr in Virgin Queen Königin Elisabeth I. Das Stück unter der Regie von Claudia Bauer war ein Solo mit Hüller und drei Musikern sowie zahlreichen Puppen, die von den Musikern gespielt wurden.
In der Spielzeit 2024/2025 gab Sandra Hüller mit dem Theaterstück Penthesile:a:s von Marie Dilasser alias MarDi (nach Heinrich von Kleist) am Neuen Theater in Halle ihr Regie-Debüt.

### Film und Fernsehen
Ihre erste bedeutende Filmrolle hatte Hüller im Jahr 2006 als Michaela Klingler in Hans-Christian Schmids Film Requiem. Für ihre Darstellung der an Epilepsie erkrankten jungen Frau wurde sie mehrfach ausgezeichnet. 2008 stand sie für Max Färberböcks Verfilmung von Anonyma – Eine Frau in Berlin vor der Kamera. Weitere bedeutende Projekte waren unter anderem die Spielfilme Brownian Movement (2010) und Toni Erdmann, der im Wettbewerb der Internationale Filmfestspiele von Cannes 2016 vertreten war. Im selben Jahr wurde Hüller für den Part der Ines Conradi mit dem Europäischen Filmpreis als Beste Darstellerin ausgezeichnet.

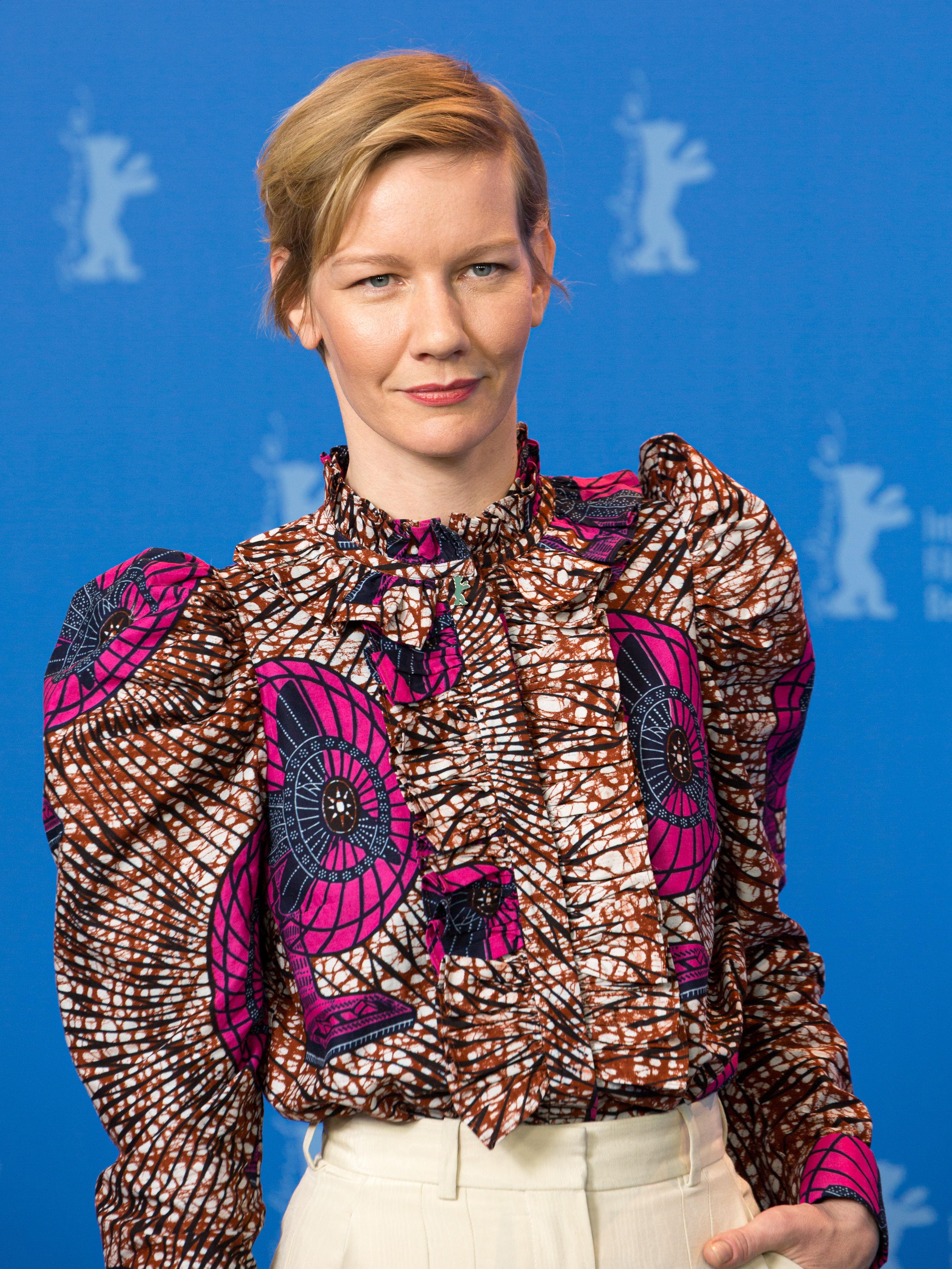
Hüller bei der Berlinale 2018

Nachdem sie 2017 neu in die Akademie der Künste Berlin gewählt worden war und 2018 im mehrfach preisgekrönten Eröffnungsfilm der Berlinale, In den Gängen, die Hauptrolle Marion gespielt hatte, wurde sie 2019 in die Wettbewerbsjury der 69. Internationalen Filmfestspiele Berlin berufen.
Im Juli 2020 veröffentlichte Hüller das Mini-Album Be Your Own Prince mit Eigenkompositionen, die sie mit dem Musiker Daniel Freitag aufnahm.
Im Jahr 2023 war sie als Irma Sztáray in Sisi & Ich unter der Regie von Frauke Finsterwalder zu sehen. Diese Leistung brachte ihr erneut eine Nominierung für den Deutschen Filmpreis ein. Im selben Jahr bekleidete sie Rollen in Justine Triets Anatomie eines Falls und Jonathan Glazers The Zone of Interest, die beide Einladungen in den Wettbewerb um die Goldene Palme des 76. Filmfestivals von Cannes erhielten. Anatomie eines Falls gewann den Hauptpreis, während The Zone of Interest mit dem Großen Preis der Jury die zweitwichtigste Auszeichnung gewann. Bei den Nominierungen für den Europäischen Filmpreis im selben Jahr wurde Hüller für beide Filmrollen berücksichtigt. Es war das erste Mal in der Geschichte des Filmpreises, dass eine Schauspielerin oder ein Schauspieler eine Doppel-Nominierung in einer der Darsteller-Kategorien erhielt. Hüller gewann die Auszeichnung für Anatomie eines Falls. Auch für die British Academy Film Awards 2024 erhielt sie eine Doppel-Nominierung als beste Haupt- und Nebendarstellerin. Sie wurde für ihre Hauptrolle in dem Drama Anatomie eines Falls ebenfalls für einen Oscar nominiert. Für diese Rolle wurde sie nach Romy Schneider als zweite deutsche Schauspielerin mit dem César als beste Schauspielerin ausgezeichnet.

## Privates
Seit 2023 ist Hüller Dozentin an der Hochschule für Musik und Theater Leipzig.
Sandra Hüller lebt in Leipzig-Plagwitz und Bochum und hat eine Tochter.
Sie übernahm im Juni 2024 die Patenschaft des Kreuzers Sea-Eye 5, der Flüchtlingen im Mittelmeer helfen soll. Er war bisher für die Deutsche Gesellschaft zur Rettung Schiffbrüchiger im Einsatz.

## Filmografie

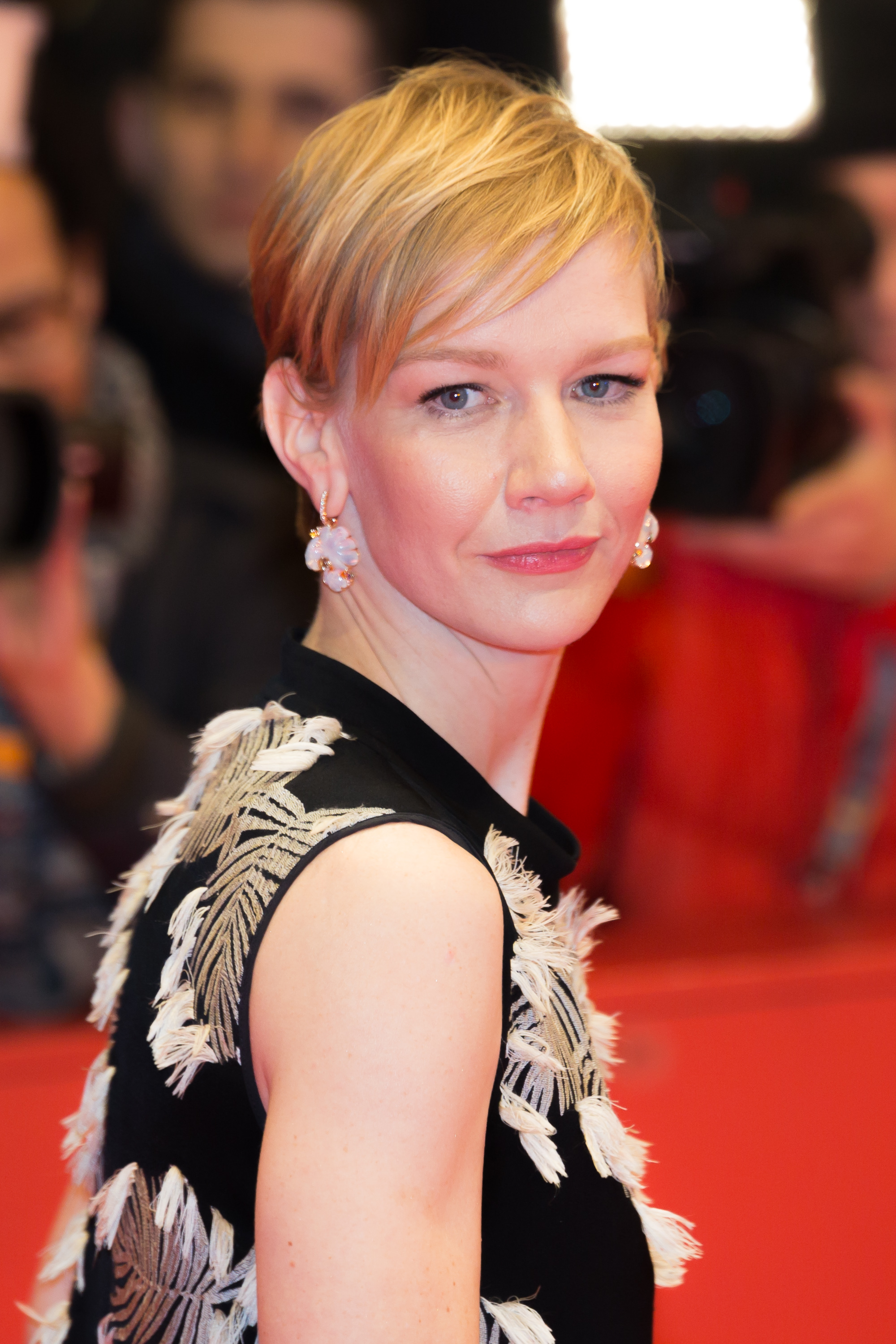
Hüller bei der Berlinale 2017

- 1999: Midsommar Stories (Episodenfilm)
- 2003: Kleine Schwester (Kurzfilm) – Regie: Thomas Adamicka
- 2003: Nicht auf den Mund (Kurzfilm) – Regie: Kathrin Feistl
- 2004: Kühe lächeln mit den Augen (Kurzfilm) – Regie: Johanna Icks
- 2006: Requiem
- 2007: Madonnen
- 2008: Where in This World (Kurzfilm)
- 2008: Anonyma – Eine Frau in Berlin
- 2008: Der Architekt
- 2009: Fräulein Stinnes fährt um die Welt
- 2009: Roentgen (Kurzfilm) – Regie: Michael Venus
- 2009: Fliegen – Regie: Piotr J. Lewandowski
- 2009: Deutschland 09 (Episodenfilm – Segment "Die Unvollendete")
- 2010: Henri 4
- 2010: Aghet – Ein Völkermord
- 2010: Brownian Movement
- 2011: Über uns das All
- 2011: Fluss (Kurzfilm) – Regie: Michael Venus
- 2011: Der Kriminalist (Fernsehserie; Folge: Sucht)
- 2012: Strings
- 2013: Finsterworld
- 2013: Pinocchio (Fernseh-Dreiteiler) – Regie: Anna Justice
- 2014: Vergiss mein Ich
- 2014: Polizeiruf 110 (Fernsehreihe, Folge Morgengrauen)
- 2014: Amour Fou
- 2016: Toni Erdmann
- 2016: Der Tatortreiniger (Fernsehserie, Folge Özgür)
- 2017: Don’t (Kurzfilm)
- 2017: Fack ju Göhte 3
- 2018: In den Gängen
- 2018: 25 km/h
- 2019: Sibyl – Therapie zwecklos (Sibyl)
- 2019: Proxima – Die Astronautin (Proxima)
- 2020: Exil
- 2020: Schlaf
- 2020: Hamlet (Fernsehfilm)
- 2021: Ich bin dein Mensch
- 2021: München – Im Angesicht des Krieges (Munich: The Edge of War)
- 2021: Das Schwarze Quadrat
- 2022: Alle reden übers Wetter
- 2023: Sisi & Ich
- 2023: The Zone of Interest
- 2023: Anatomie eines Falls (Anatomie d’une chute)
- 2024: Zeit Verbrechen (Miniserie, Folge Love by Proxy)
- 2024: Zwei zu eins
- 2025: Der Astronaut

Musikvideos:
- 2008: The Notwist – Where in this World[19]
- 2017: Daniel Freitag – Don’t[20]
- 2020: The One (Video zur Singleauskopplung des Debüt-Albums Be Your Own Prince)[21]

## Theaterengagements
- 1999–2001: Ensemblemitglied Theaterhaus Jena
- 2001–2002: Ensemblemitglied Schauspiel Leipzig
- 2002–2006: Ensemblemitglied Theater Basel
- 2007–2011: Gastengagements Münchner Kammerspiele, Ruhrtriennale, neues theater Halle, Theater Freiburg, Volksbühne Berlin, Staatsschauspiel Hannover
- 2012–2015: Ensemblemitglied Münchner Kammerspiele
- 2015–2018: Gastengagements Ruhrtriennale, Salzburger Festspiele, Theater am Neumarkt Zürich
- 2018–: Regelmäßige Engagements am Schauspielhaus Bochum[22]
- 2024: Ruhrtriennale

## Hörspiele (Auswahl)
- 2009: Alexander Kluge: Chronik der Gefühle – Regie: Karl Bruckmaier (BR)
- 2010: Dietmar Dath: Das Land will hier weg – Regie: Ulrich Lampen (SWR)
- 2013: Paul Plamper: Der Kauf – Regie: Paul Plamper (WDR/BR/DLF/Schauspiel Köln)
- 2017: Paul Plamper: Dienstbare Geister – Regie: Paul Plamper (WDR/BR/DLF/MDR/Ruhrtriennale/Maxim-Gorki-Theater)
- 2016: Franz Kafka: Das Schloss. Hörspiel in 12 Teilen – Regie: Klaus Buhlert (BR)
- 2021: Kirsten Becken: Ihre Geister sehen – Regie: Judith Lorentz (DLF)
- 2023: Lutz Seiler: Stern 111 – Regie: Heike Tauch (RBB)

## Hörbücher
- 2013: Finn-Ole Heinrich: Die erstaunlichen Abenteuer der Maulina Schmitt – Mein kaputtes Königreich. (Hörcompany)
- 2014: Finn-Ole Heinrich: Die erstaunlichen Abenteuer der Maulina Schmitt – Warten auf Wunder. (Hörcompany)
- 2015: Finn-Ole Heinrich: Die erstaunlichen Abenteuer der Maulina Schmitt – Ende des Universums (Hörcompany)
- 2015: Karen Köhler: Wir haben Raketen geangelt (tacheles!/Roof Music)
- 2017: Mariana Leky: Was man von hier aus sehen kann (tacheles!/Roof Music)
- 2018: Wolfgang Herrndorf: Bilder deiner großen Liebe: Ein großer Monolog mit Musik (tacheles!/Roof Music)
- 2019: Mariana Leky: Die Herrenausstatterin (tacheles!/Roof Music)
- 2019: Mariana Leky: Erste Hilfe (tacheles!/Roof Music)

## Auszeichnungen
- 2003: „Nachwuchsschauspielerin des Jahres“ der Zeitschrift Theater heute für die Rolle der Julia in Romeo und Julia (Regie: Sebastian Nübling) und für die Rolle der Dora in Die sexuellen Neurosen unserer Eltern (Regie: Barbara Frey)
- 2005: Bayerischer Filmpreis – „Beste Nachwuchsdarstellerin“ für die Hauptrolle der Michaela in Requiem
- 2006: Preis der deutschen Filmkritik als „Beste Darstellerin“
- 2006: Silberner Bär der Berlinale als „Beste Darstellerin“ für ihre Hauptrolle in Requiem
- 2006: Deutscher Filmpreis in der Kategorie „Beste darstellerische Leistung – weibliche Hauptrolle“ für ihre Rolle in Requiem
- 2009: Ulrich-Wildgruber-Preis
- 2010: Schauspielerin des Jahres in der Kritikerumfrage der Zeitschrift Theater heute für ihre Rollen in Parzival am Schauspiel Hannover und Virgin Queen an der Berliner Volksbühne
- 2011: „Jurypreis für Besondere Einzelleistung“ beim Festival des deutschen Films für Über uns das All und Brownian Movement[23]
- 2011: Darstellerinnenpreis für Über uns das All, Festival du Cinema Europeen en Essonne
- 2011: Darstellerinnenpreis für Über uns das All, Festival du Film de Valenciennes
- 2011: „Chistera“ für die beste Darstellerin für Über uns das All, Festival du Film de Saint Jean de Luz
- 2011: Preis der deutschen Filmkritik als „Beste Darstellerin“ für Über uns das All
- 2012: Preis für Schauspielkunst beim Festival des deutschen Films[24][25]
- 2013: 3sat-Preis beim Berliner Theatertreffen
- 2013: Schauspielerin des Jahres in der Kritikerumfrage der Zeitschrift Theater heute
- 2014: Deutscher Filmpreis in der Kategorie „Beste darstellerische Leistung – weibliche Nebenrolle“ für ihre Rolle in Finsterworld
- 2016: Europäischer Filmpreis für Toni Erdmann (Beste Darstellerin)
- 2017: Bayerischer Filmpreis 2016 in der Kategorie „Beste Darstellerin“ für Toni Erdmann
- 2017: Deutscher Filmpreis in der Kategorie „Beste darstellerische Leistung – weibliche Hauptrolle“ für ihre Rolle in Toni Erdmann
- 2017: Aufnahme in die Berliner Akademie der Künste[26]
- 2019: Schauspielerin des Jahres in der Kritikerumfrage der Zeitschrift Theater heute für ihre Darstellung der Penthesilea
- 2019: Gertrud-Eysoldt-Ring für ihre Rolle als „Hamlet“ am Schauspielhaus Bochum[27]
- 2020: Theaterpreis Berlin[28]
- 2020: Schauspielerin des Jahres in der Kritikerumfrage der Zeitschrift Theater heute für ihre Darstellung des Hamlet
- 2020: Bundesverdienstkreuz am Bande[29]
- 2022: Fünf Seen Filmfestival – Hannelore-Elsner-Preis[30]
- 2023: Douglas-Sirk-Preis[31]
- 2023: Gilde-Filmpreis – Ehrenpreis[32]
- 2023: Los Angeles Film Critics Association Award für die Hauptrolle in Anatomie eines Falls und in The Zone of Interest[33]
- 2023: Europäischer Filmpreis für Anatomie eines Falls (Beste Darstellerin)
- 2024: Prix Lumières für Anatomie eines Falls (Beste Hauptdarstellerin)
- 2024: Golden Globe: Nominierung als Beste Hauptdarstellerin – Drama für Anatomie eines Falls
- 2024: Oscar: Nominierung als Beste Hauptdarstellerin für Anatomie eines Falls
- 2024: César für Anatomie eines Falls (Beste Schauspielerin)
- 2024: BAFTA Awards: Nominierung als Beste Hauptdarstellerin für Anatomie eines Falls
- 2024: BAFTA Awards: Nominierung als Beste Nebendarstellerin für The Zone of Interest